# ŠRC Jarun
Športsko-rekreacijski centar Jarun (skr. ŠRC Jarun), poznat i kao Rekreacijsko-sportski centar Jarun (skr. RSC Jarun), višenamjensko je športsko zdanje na zagrebačkomu Jarunu u vlasništvu Grada Zagreba. Površine je 240 ha i obuhvaća sve športske i rekreacijske sadržaje u i oko Jarunskoga jezera, na jugu omeđene Savom, a s ostalih strana Staglišćem, Vrbanima i Prečkom. Uključuje regatnu stazu za veslače, kajakaše i kanuiste, Veliko i Malo jezero (vježbališta jedriličara), 
biciklističke i pješačke staze, igrališta za različite športove (košarka, odbojka na pijesku, rukomet na pijesku, stolni tenis, nogomet, boćanje).
Uređen je za Ljetnu univerzijadu 1987. Jarun je kupalištem proglašen godinu dana kasnije. Pet šljunčanih plaža u ljetnim mjesecima može primiti i do 20 000 kupača.
Na regatnoj stazi održan je Svjetski veslački kup.
Hrvatska vojska prigodom Dana hrvatske vojske i Dana državnosti redovito održava prigodni program, izložbe naoružanja i vojne tehnike, pokazne vježbe i dr.

## Vanjske poveznice
- RSC Jarun na Facebooku